# Bailey's Comets
Bailey's Comets (br: Os Cometas) foi uma série animada produzida por DePatie-Freleng Enterprises em 1973, num total de 16 episódios, divididos em dois blocos. Uma especie de parodia de Corrida Maluca, só que neste desenho a competição se dá entre um time de bons sujeitos e outros de vários tipos de vilões.
Os competidores são patinadores que disputam o premio em diversas partes do mundo.

## Os competidores
alguns nomes, originais (em inglês)
- Os Chapéus Pretos: Caubóis fora da lei
- Os Jekyll-Hydes: Médicos ingleses que se transformam em monstros
- Os Ramblin'Rivets: Um professor e seus robôs
- Os Duster Busters: Gangue de motociclistas
- Os Roller Coasters: Artistas de circo
- Os Stone Rollers: Homens das cavernas e seu dinossauro
- Os Raios Cósmicos: Quatro alienigenas em um disco voador
- Os Gargantuan Giants: Um time de futebol americano
- Os Rockin' Rollers: Banda de rock´n roll
- Os Roller Bears: Ursos com patins
- As Irmãs Broomer: Bruxas
- Mystery Mob: Só dá para ver uma fumaça em volta deles. Nunca mostram o rosto.
- Os Yo Ho-Ho's: Piratas
- Os Hairy Mountain Red Eyes: Caipiras

## Lista de episódios
nomes originais (em inglês)
1. Skateroo To The Carlsbad Clue!
2. To Win Or Toulouse
3. Rahja And Out
4. Ghost Of A Clue
5. Heading Home
6. Roman Race Run
7. Transylvania Mad Transit
8. Philippine Flip Flop
9. Space Race
10. Slow 'n' Go To Tokyo
11. Lochness Mess
12. Deep Blue Clue
13. South American Slip Up
14. Goldfever Goof Up
15. A Kooky Clue And A Mummy Too
16. Kenya Catch That Clue
17. An Abominable Clue
18. Madagascar Mix-Up
19. Bear Blunder Down Under
20. Trans Turkey Fowl Up
21. Amazon Jungle Bungle
22. Swiss Swap Switch
23. Hawaii Five Uh Oh
24. Heidelberg Robot Hang Up
25. Netherland Bouble Trouble
26. Too Strong For Hong Kong
27. A Doggone Danish Clue
28. Hungarian Cluelosh
29. Gobi Desert Goof Up
30. Sargaso Sea You Later
31. Fast Lap In Lapland
32. What's Buzzin' Canadian Cousin

## Ficha técnica
- Distribuição: United Artists
- Direção: Bob McKimson, Sid Marcus
- Produção: David H. DePatie, Friz Freleng, Joe Ruby, Ken Spears William Bill Hanna Joseph Joe Barbera
- Animação: Don Williams, Bill Carney, Ken Muse, Norm McCabe, Bob Richardson, Bill Ackerman, John Gibbs, Ken Walker, Bob Matz, John Freeman, Reuben Timmins, Bob Kirk, Bob Bemiller
- Roteirista: Dalton Sandifer, John W. Dunn, Larz Bourne.
- Data de estréia: 8 de setembro de 1973
- Colorido

## Dubladores

### Nos Estados Unidos
- Barnaby: Carl Esser
- Wheelie: Jim Begg
- Sarge: Kathy Gori
- Bunny: Sarah Mary Kennedy
- Dude: Bob Holt
- Candy: Karen Smith
- Henry: Don Messick
- Dooter Roo: Daws Butler
- Pudge Gabby: Frank Welker

### No Brasil
- Barnaby: André Filho[1]
- Wheelie: Luiz Manuel[1]
- Sarge: Sônia Ferreira[1]
- Bunny: Nair Amorim[1]
- Dude: Celso Vasconcelos[1]
- Candy: Marlene Costa[1]
- caubói-líder dos "Chapéus Pretos": Orlando Drummond[1]
- bruxa-líder das "Irmâs Broomer": Sônia Ferreira[1]
- pirata-líder dos Yo-Ho-Hos: Jomeri Pozzoli[1]